# Niezmienność nieba
Niezmienność nieba – teza w tradycji astronomicznej, wywodząca się od czasów Arystotelesa, która głosiła, iż niebo jest doskonałe i niezmienne. Taki pogląd panował przez dwa tysiąclecia, aż do momentu, kiedy to w roku 1572 duński astronom, Tycho Brahe, odkrył supernową. Pogląd ten wpisywał się w panującą interpretację Biblii, według której Wszechświat został stworzony i skończony w przeciągu sześciu dni, w sposób doskonały, przez Boga.